# Droga krajowa B211 (Niemcy)
Droga krajowa 211 (niem. Bundesstraße 211, B 211) – niemiecka droga krajowa przebiegająca  z zachodu na północny wschód od skrzyżowania z autostradami A29 i A293 koło Oldenburga do skrzyżowania z drogą B212 na obwodnicy Brake w Dolnej Saksonii.